# Talked to Death: The Life and Murder of Alan Berg
Talked to Death: The Life and Murder of Alan Berg è un libro del 1987, scritto da Stephen Singular. 
Esso racconta la vita di Alan Berg, famoso cronista di una trasmissione radiofonica, che entrò nel mirino di un gruppo neonazista antisemitico. Il libro venne adattato per il grande schermo nel 1988 da Oliver Stone con Talk Radio, ma poco prima era stato adattato da Eric Bogosian per il teatro; Bogosian partecipò al film nel ruolo di Barry Champlain, un personaggio che ricalca passo per passo la storia di Alan Berg.

## Trama
La storia si incentra sul punto di vista di Alan Berg, conduttore radiofonico di un programma che serve da sfogo per le minoranze sociali quali negri, barboni e disadattati; e sul punto di vista di un estremista di destra neonazista che rappresenta uno svariato numero di partiti antisemitici ariani che predicano la supremazia della razza bianca cristiana. Il personaggio con più rilievo è probabilmente il neonazista estremista, allevato con la letteratura ariana nel periodo di prigionia, divenuto un radicale dell'"Accademia Cristiana", gruppo di ideologie che assembla i caratteri del Ku Klux Klan e del Comitato Posse. La situazione sfocia, dopo una serie di minacce, nell'omicidio di Alan.